# Louis Bringer
Pour les articles homonymes, voir Bringer.
Louis Bringer est un homme politique né le 3 août 1872 à Mende et décédé le 11 décembre 1961 à Paris 16e.

## Biographie
Issu d'une famille très modeste de la Lozère, il devient tailleur de pierres avant de créer une entreprise de travaux publics dont l'activité connaît une croissance rapide.
Le sénateur Daudé-Gleize le persuade ensuite d'entrer en politique. Ce qu'il fait en devenant, en 1919, député de son département natal sur les listes du Bloc national. Il s'inscrit au groupe de la Gauche républicaine démocratique, affilié à l'Alliance démocratique. Réélu en 1924, il préfère ne rejoindre aucun groupe parlementaire. En 1928, à nouveau réélu, il rejoint cette fois-ci le groupe conservateur des Députés indépendants.
À la mort du sénateur Marie-Joseph Bonnet de Paillerets en janvier 1930, il se porte candidat à l'élection partielle du 23 mars 1930 contre le député Pierre de Chambrun et remporte une courte majorité des voix, ce qui entraîne une contestation et une longue procédure qui ne valide le résultat que le 2 février 1932. Il quitte dès le lendemain la Chambre des députés pour entrer au Sénat. Il siège à nouveau sur les bancs des non-inscrits. Il est réélu à ce poste en 1933. 
Le 10 juillet 1940, il vote en faveur de la remise des pleins pouvoirs au Maréchal Pétain. À la Libération, il ne retrouve pas de nouveau mandat parlementaire.
En 1920, Louis Bringer avait acquis le château du Boy à Lanuéjols afin d'en faire don à une œuvre caritative. Il fut transformé en sanatorium.

## Sources
- « Louis Bringer », dans le Dictionnaire des parlementaires français (1889-1940), sous la direction de Jean Jolly, PUF, 1960 [détail de l’édition]